# 佐々木正美
佐々木 正美（ささきまさみ、1935年8月25日 - 2017年6月28日）は、日本の児童精神科医。男性。

## 来歴

### 学卒まで
1935年、群馬県前橋市に、3人兄弟の長男として生まれる。3歳のころに一家で東京都世田谷区に転居し、同区の国民学校に入学。戦争が激しさを増し、東京も頻繁に空襲に見舞われるようになった9歳のころ、父の郷里の滋賀県蒲生郡西桜谷村に縁故疎開して少年時代を過ごす。東京ではメッキ工場の工場長を務めていた父は、非農家であったため自前の田畑がなく、疎開先では毎日のように母とともに、他人所有の山や田畑に出向いての日雇い労働で糊口を凌いだ。その後、近所の人の好意により遠方の山間に小さな畑を借りることができ、その畑にも通うようになった。
高校卒業と同時に上京、信用金庫などで働いたのち、1966年に新潟大学医学部を卒業する。
1968年、岩島洋子と結婚、3人の男子をもうける。その後、義父（岩島公）の導きにより無教会のキリスト者となる。

### 医師としてのキャリア
ブリティッシュコロンビア大学留学後、秩父学園、小児療育相談センターなど様々な大学や機関を経て、川崎医療福祉大学特任教授、横浜市リハビリテーション事業団参与。
発達障害の一つの様態である自閉症を持つ人々のための支援プログラム、TEACCH（ティーチ）を米国から日本に紹介した。
子どもの発達についての児童精神科医としての活動の他に、保育園・幼稚園等と現場で勉強会を重ねていた。
2017年6月28日、骨髄線維症のため死去。81歳没。

## 著書
- 『児童精神科医のノート 父母・教師へのねがい　佐々木正美著作 1,2』たいまつ社　1977
- 『児童精神科医のノート 3 (思春期・子育て考)』たいまつ社　1979
- 『講座自閉症児の学習指導 脳機能の統合訓練をめざして』学習研究社　障害児教育指導技術双書　1980
- 『障害児と共に生きる社会』ふきのとう文庫　1980
- 『講座自閉症療育ハンドブック TEACCHプログラムに学ぶ』学習研究社　障害児教育指導技術双書　1993
- 『子どもへのまなざし』福音館書店　1998
- 『「お母さんがすき、自分がすき」と言える子に 信頼されて子どもは育つ』企画室 2000
- 『いい人間関係ができる子に育てたい 友達作りの能力をのばす親の工夫』企画室 2001
- 『続・子どもへのまなざし』福音館書店　2001
- 『コミュニケーション障害の子どもたち 続・休み時間に落ちこぼれない子に』子育て協会　佐々木正美シリーズ 3　2001
- 『佐々木正美の子育てトーク』エイデル研究所　2001
- 『児童精神科医が語る 響きあう心を育てたい』岩崎学術出版社　2001
- 『過保護のススメ』杉浦正明編　小学館　2002
- 『児童虐待』子育て協会　佐々木正美シリーズ　2002
- 『いい人間関係ができる子に育てたい 友達作りの能力をのばす親の工夫』新紀元社　2004
- 『「お母さんがすき、自分がすき」と言える子に 信頼されて子どもは育つ』新紀元社　2004
- 『0歳からはじまる子育てノート エリクソンからの贈りもの』日本評論社　2006
- 『子どもの成長に飛び級はない 赤ちゃんから就学前の育児のコツ』学習研究社　2006
- 『抱きしめよう、わが子のぜんぶ 思春期に向けて、いちばん大切なこと』大和出版　2006
- 『お母さんの安心子育て 佐々木正美先生といっしょ』ぱるす出版　2007
- 『かわいがり子育て 3歳までは思いっきり甘えさせなさい』大和書房　2007　『子どもを伸ばすかわいがり子育て』文庫
- 『やすらぎ子育てアドバイス』三笠書房　知的生きかた文庫 2007
- 『親子で2倍の幸せ』福音社 三育図書教育シリーズ　2008
- 『子育てでいちばん大切なこと かわいがり子育て「質問箱」』大和書房　2008
- 『自閉症児のためのTEACCHハンドブック』学習研究社　2008
- 『「育てにくい子」と感じたときに読む本』主婦の友社　2008
- 『アスペルガーを生きる子どもたちへ』日本評論社　2010
- 『子どもの気持ちがわかると子育ては、もっと楽しい 30のケースから学ぶ』すばる舎　あんしん子育てすこやか保育ライブラリー 2010
- 『6さいのきみへ』佐竹美保絵　小学館　2011
- 『出会いでつむぐ私の仕事 あの時、あの場所で、あの人と』ぶどうの木 2011
- 『完 こどもへのまなざし』2011 福音館
- 『あなたは人生に感謝ができますか? エリクソンの心理学に教えられた「幸せな生き方の道すじ」』講談社　2012
- 『ひとり親でも子どもは健全に育ちます シングルのための幸せ子育てアドバイス』小学館　2012
- 『どうか忘れないでください、子どものことを。』ポプラ社　2014
- 『花咲く日を楽しみに 子育ての悩みが消える32の答え』主婦の友社　2014
- 『発達障害の子に「ちゃんと伝わる」言葉がけ 日常生活の「できる」を増やす伝え方のルール』すばる舎[あんしん子育てすこやか保育ライブラリー]. [special]　2015
- 『子どもの心の育てかた』河出書房新社　2016
- 『佐々木正美先生の子育てお悩み相談室 不安、イライラが消えてゆく』主婦の友社　2016
- 『はじまりは愛着から　人を信じ、自分を信じる子どもに』福音館書店　2017

### 共著・編・監修
- 『子どもの成人病 小児ガン・動脈硬化・糖尿病など』藤沼勝海共著　農山漁村文化協会　1980
- 『育てたように子は育つ 相田みつをいのちのことば』相田みつを書 相田一人監修　小学館　1999　のち文庫
- 『自閉症のTEACCH実践』1-3　編　岩崎学術出版社　2002-07
- 『子供に悩まされる親親にダメにされる子供』伊藤幸弘共著　扶桑社　2003
- 『なやみはつきねんだなあ 相田みつをいのちのことば』相田みつを書 相田一人監修　小学館　2003
- 『自閉症児のための絵で見る構造化 TEACCHビジュアル図鑑』1-2　監修・指導・文 宮原一郎 画　学習研究社　2004-06
- 『自閉症のすべてがわかる本』監修　講談社　2006
- 『アスペルガー症候群(高機能自閉症)のすべてがわかる本』監修　講談社　2007
- 『児童精神医学 臨床の最前線』編　医歯薬出版　別冊・医学のあゆみ 2007
- 『「自閉症とLD」仲良くできない』監修　岩崎書店　知ってほしい!子どもの「こころの病気」 2007
- 『アスペルガー症候群・高機能自閉症の子どもを育てる本』監修　講談社　2008
- 『「依存症と非行」ぼくは悪くない』監修　岩崎書店　知ってほしい!子どもの「こころの病気」 2008
- 『大人のアスペルガー症候群 不思議な「心」のメカニズムが一目でわかる』梅永雄二共監修　講談社　2008
- 『「こころの病気」ってなんだろう?』監修　岩崎書店　知ってほしい!子どもの「こころの病気」 2008
- 『思春期のアスペルガー症候群 不思議な「心」のメカニズムが一目でわかる」監修　講談社　2008
- 『「神経症」気になっちゃう』監修　岩崎書店　知ってほしい!子どもの「こころの病気」 2008
- 『「心身症」元気が出ない』監修　岩崎書店　知ってほしい!子どもの「こころの病気」 2008
- 『アスペルガー症候群就労支援編 不思議な「心」のメカニズムが一目でわかる』梅永雄二共監修　講談社　2009
- 『自閉症の本 じょうずなつきあい方がわかる』監修　主婦の友社　2009
- 『ゆめのち晴れ 心と体の話 保健』監修　数研出版　チャートブックス学習シリーズ　2009
- 『高校生の発達障害 不思議な「心」のメカニズムが一目でわかる』梅永雄二共監修　講談社　2010
- 『大学生の発達障害 不思議な「心」のメカニズムが一目でわかる』梅永雄二共監修　講談社　2010
- 『友達ってなんだろう』岡崎勝共著、2010　日本評論社
- 『わが子が発達障害と診断されたら 発達障害のある子を育てる楽しみを見つけるまで』編著 諏訪利明,日戸由刈著　すばる舎　あんしん子育てすこやか保育ライブラリー 2011
- 『医療保育 ぜひ知っておきたい小児科知識 改訂第3版』梶谷喬,小河晶子,寺田喜平共著　診断と治療社　2012
- 『しあわせな子育てのかんたんなルール』堂珍敦子共著　朝日新聞出版　2012
- 『「ほめる」「叱る」がうまくいかないときに読む本 子育てでほんとうに大切なこと』若松亜紀共著　PHPエディターズ・グループ 2012
- 『ママの心がふわりと軽くなる子育てサプリ 佐々木正美先生とぷりっつママからの贈り物』松本ぷりっつ [マンガ・イラスト].主婦の友社　2012
- 『3歳までの子育てに大切なたった5つのこと』監修　講談社　2013
- 『「ほめ方」「叱り方」「しつけ方」に悩んだら読む本』若松亜紀共著　PHPエディターズ・グループ 2013
- 『自分の番を生きるということ 人生のおさらい』相田みつを書　小学館　2016

### 翻訳
- エリック・ショプラー 他著『自閉症の治療教育プログラム』監訳 ぶどう社　1985
- E.ショプラー [ほか]編著『自閉症児の発達単元267 個別指導のアイデアと方法』青山均共監訳　岩崎学術出版社　1988
- E.ショプラー [ほか]編著 CARS小児自閉症評定尺度』監訳　岩崎学術出版社　1989
- L.R.ワトソン 他著『自閉症のコミュニケーション指導法 評価・指導手続きと発達の確認』青山均共監訳　岩崎学術出版社　1995
- ローナ・ウィング『自閉症スペクトル 親と専門家のためのガイドブック』久保紘章,清水康夫共監訳　東京書籍　1998
- G.メジボフ, M.ハウリー『自閉症とインクルージョン教育の実践 : 学校現場のTEACCHプログラム』監訳 井深允子,大澤多美子, 中島洋子, 新澤伸子, 藤岡紀子,藤岡宏訳　岩崎学術出版社　2006